# Clubiona kagani
Clubiona kagani är en spindelart som beskrevs av Willis J. Gertsch 1941. Clubiona kagani ingår i släktet Clubiona och familjen säckspindlar. Inga underarter finns listade i Catalogue of Life.